# کاکایی غربی
کاکایی غربی (نام علمی: Larus occidentalis) نام یک گونه از سرده کاکایی است.